# Черняхи
Черняхи — посёлок в Верхнехавском районе Воронежской области России.
Входит в состав Верхнехавского сельского поселения.

## Население
| 2000 | 2005 | 2010 |
| ---- | ---- | ---- |
| 3    | ↘2   | ↘0   |